# فلوئورید جیوه (II)
فلوئورید جیوه(II) (به انگلیسی: Mercury(II) fluoride) با فرمول شیمیایی HgF۲ یک ترکیب شیمیایی است. که جرم مولی آن ۲۳۸٫۵۹ g/mol می‌باشد. شکل ظاهری این ترکیب، بلورهای دستگاه بلوری مکعبی سفید است.